# Południowa Afryka na Mistrzostwach Świata w Lekkoatletyce 2009
Południowa Afryka na Mistrzostwach Świata w Lekkoatletyce 2009 – reprezentacja Republiki Południowej Afryki podczas czempionatu w Berlinie liczyła 28 zawodników. Zdobyła 3 medale, w tym 2 złote.

## Medale
- Mbulaeni Mulaudzi –  złoty medal w biegu na 800 m
- Caster Semenya –  złoty medal w biegu na 800 m
- Godfrey Khotso Mokoena –  srebrny medal w skoku w dal

## Występy reprezentantów Republiki Południowej Afryki

### Mężczyźni
| Konkurencja                   | Zawodnik                                                            | Eliminacje | Eliminacje | Ćwierćfinał | Ćwierćfinał | Półfinał      | Półfinał      | Finał          | Finał          |
| Konkurencja                   | Zawodnik                                                            | Wynik      | Poz.       | Wynik       | Poz.        | Wynik         | Poz.          | Wynik          | Poz.           |
| ----------------------------- | ------------------------------------------------------------------- | ---------- | ---------- | ----------- | ----------- | ------------- | ------------- | -------------- | -------------- |
| Bieg na 100 m                 | Simon Magakwe                                                       | 10,54      | 53.        | 10,71       | 38.         | Nie awansował | Nie awansował | Nie awansował  | Nie awansował  |
| Bieg na 200 m                 | Thuso Mpuang                                                        | 20,91      | 25.        | 20,87       | 23.         | Nie awansował | Nie awansował | Nie awansował  | Nie awansował  |
| Bieg na 400 m                 | Pieter Smith                                                        | 48,15      | 45.        |             |             | Nie awansował | Nie awansował | Nie awansował  | Nie awansował  |
| Bieg na 800 m                 | Mbulaeni Mulaudzi                                                   | 1:46,40    | 7.         |             |             | 1:45,26       | 4.            | 1:45,29        | 1.             |
| Bieg na 800 m                 | Samson Ngoepe                                                       | 1:46,54    | 11.        |             |             | 1:49,03       | 18.           | Nie awansował  | Nie awansował  |
| Bieg na 1500 m                | Peter van der Westhuizen                                            | 3:42,33    | 16.        |             |             | 3:40,00       | 22.           | Nie awansował  | Nie awansował  |
| Bieg na 1500 m                | Johan Cronje                                                        | 3:46,45    | 41.        |             |             | Nie awansował | Nie awansował | Nie awansował  | Nie awansował  |
| Maraton                       | Norman Dlomo                                                        |            |            |             |             |               |               | 2:14:39 SB     | 12.            |
| Maraton                       | Johannes Kekana                                                     |            |            |             |             |               |               | 2:15:28 SB     | 17.            |
| Maraton                       | Coolboy Ngamole                                                     |            |            |             |             |               |               | 2:16:20 SB     | 22.            |
| Bieg na 110 m przez płotki    | Lehann Fourie                                                       | 13,67      | 24.        |             |             | Nie awansował | Nie awansował | Nie awansował  | Nie awansował  |
| Bieg na 400 m przez płotki    | Louis Jacob van Zyl                                                 | 49,48      | 13.        |             |             | 48,80         | 9.            | Nie awansował  | Nie awansował  |
| Bieg na 3000 m z przeszkodami | Ruben Ramolefi                                                      | 8:18,24    | 7.         |             |             |               |               | 8:32,54        | 13.            |
| Sztafeta 4 × 100 m            | Hannes Dreyer Leigh Julius Thuso Mpuang Louis Jacob van Zyl         | 39,71      | 14.        |             |             |               |               | Nie awansowała | Nie awansowała |
| Sztafeta 4 × 400 m            | Ofentse Mogawane Jacob Mothsodi Ramokoka Sibusiso Sish Pieter Smith | 3:07,88    | 12.        |             |             |               |               | Nie awansowała | Nie awansowała |

| Konkurencja    | Zawodnik               | Kwalifikacje | Kwalifikacje | Finał         | Finał         |
| Konkurencja    | Zawodnik               | Wynik        | Poz.         | Wynik         | Poz.          |
| -------------- | ---------------------- | ------------ | ------------ | ------------- | ------------- |
| Skok w dal     | Godfrey Khotso Mokoena | 8,29         | 3.           | 8,47          | 2.            |
| Rzut młotem    | Chris Harmse           | NM           |              | Nie awansował | Nie awansował |
| Rzut oszczepem | John Robert Oosthuizen | 67,86        | 44.          | Nie awansował | Nie awansował |
| Dziesięciobój  | Willem Coertzen        |              |              | 8146 NR       | 14.           |

### Kobiety
| Konkurencja   | Zawodniczka    | Eliminacje | Eliminacje | Półfinał       | Półfinał       | Finał          | Finał          |
| Konkurencja   | Zawodniczka    | Wynik      | Poz.       | Wynik          | Poz.           | Wynik          | Poz.           |
| ------------- | -------------- | ---------- | ---------- | -------------- | -------------- | -------------- | -------------- |
| Bieg na 200 m | Isabel Le Roux | 23,61      | 32.        | Nie awansowała | Nie awansowała | Nie awansowała | Nie awansowała |
| Bieg na 800 m | Caster Semenya | 2:02,51    | 8.         | 1:58,66        | 1.             | 1:55,45 WL     | 1.             |
| Maraton       | Tanith Maxwell |            |            |                |                | 2:41:48 SB     | 45.            |

| Konkurencja    | Zawodniczka     | Kwalifikacje | Kwalifikacje | Finał          | Finał          |
| Konkurencja    | Zawodniczka     | Wynik        | Poz.         | Wynik          | Poz.           |
| -------------- | --------------- | ------------ | ------------ | -------------- | -------------- |
| Skok w dal     | Janice Josephs  | 6,22         | 30.          | Nie awansowała | Nie awansowała |
| Rzut dyskiem   | Elizna Naudé    | 59,67 SB     | 16.          | Nie awansowała | Nie awansowała |
| Rzut oszczepem | Sunette Viljoen | 58,63        | 18.          | Nie awansowała | Nie awansowała |